# کلیسای کریستال

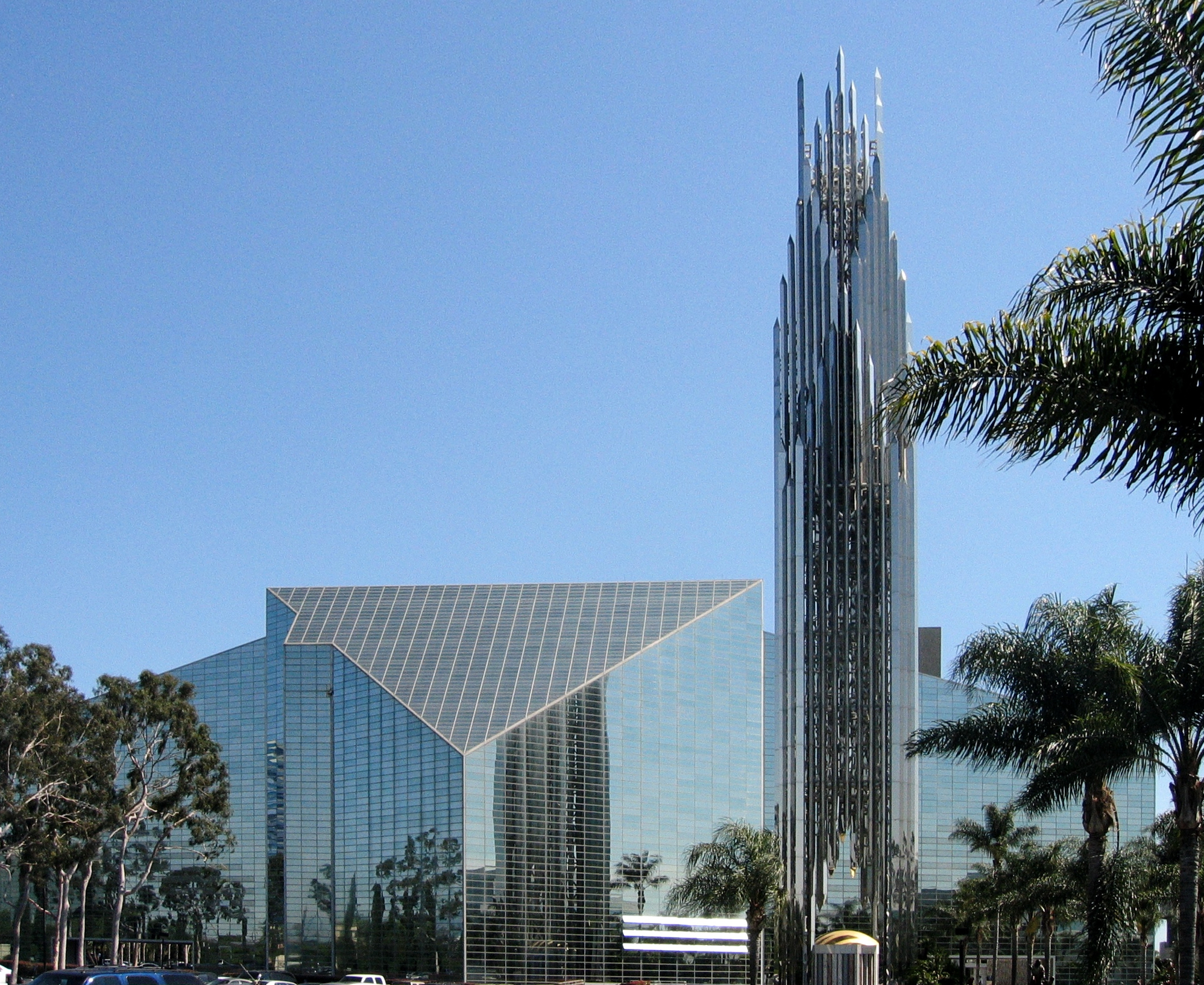

کلیسای جامع کریستال، (به انگلیسی: Crystal Cathedral) نام یک کلیسای معروف در گاردن گروو ایالت کالیفرنیا است.
این بنا از نظر مؤسسه معماران آمریکا در رتبه ۶۵ محبوبترین بناهای آمریکا قرار دارد.
این بنا در سال ۱۹۵۵ توسط رابرت شولر افتتاح و ساخته شد و معمار آن فیلیپ جانسون در سال ۱۹۸۰ میلادی، آن را به شکل کنونی توسعه داد.

## نگارخانه

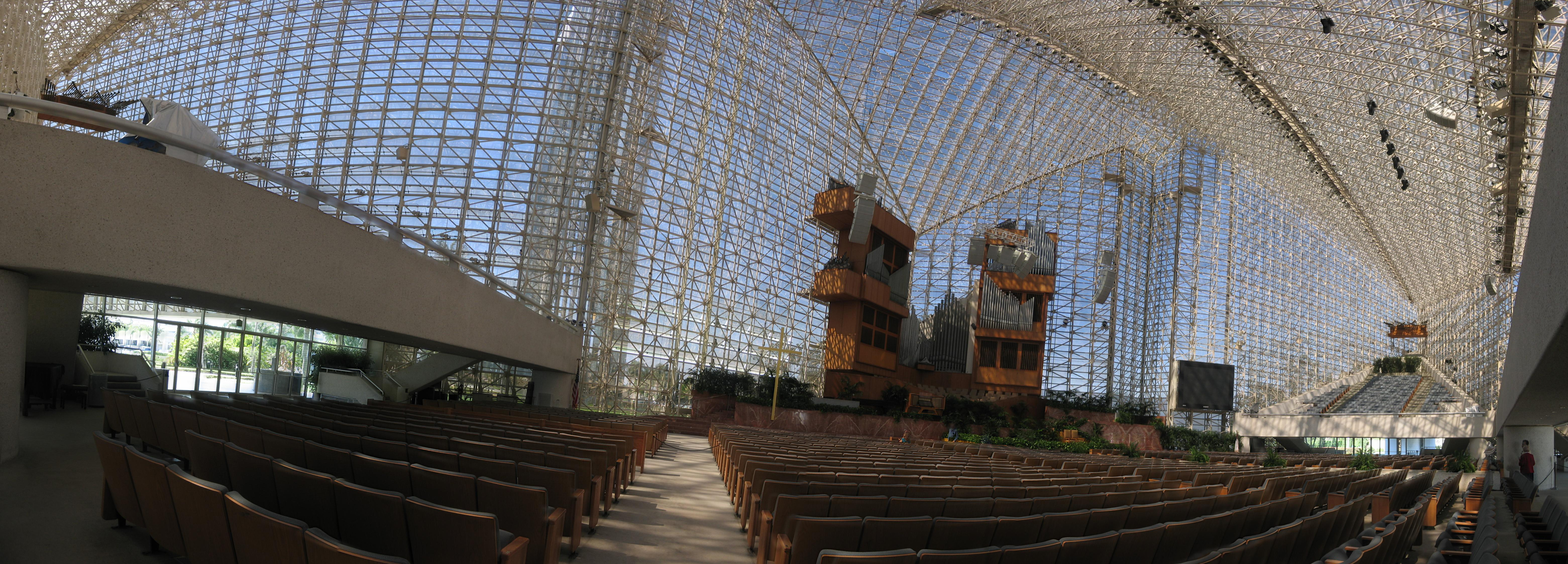
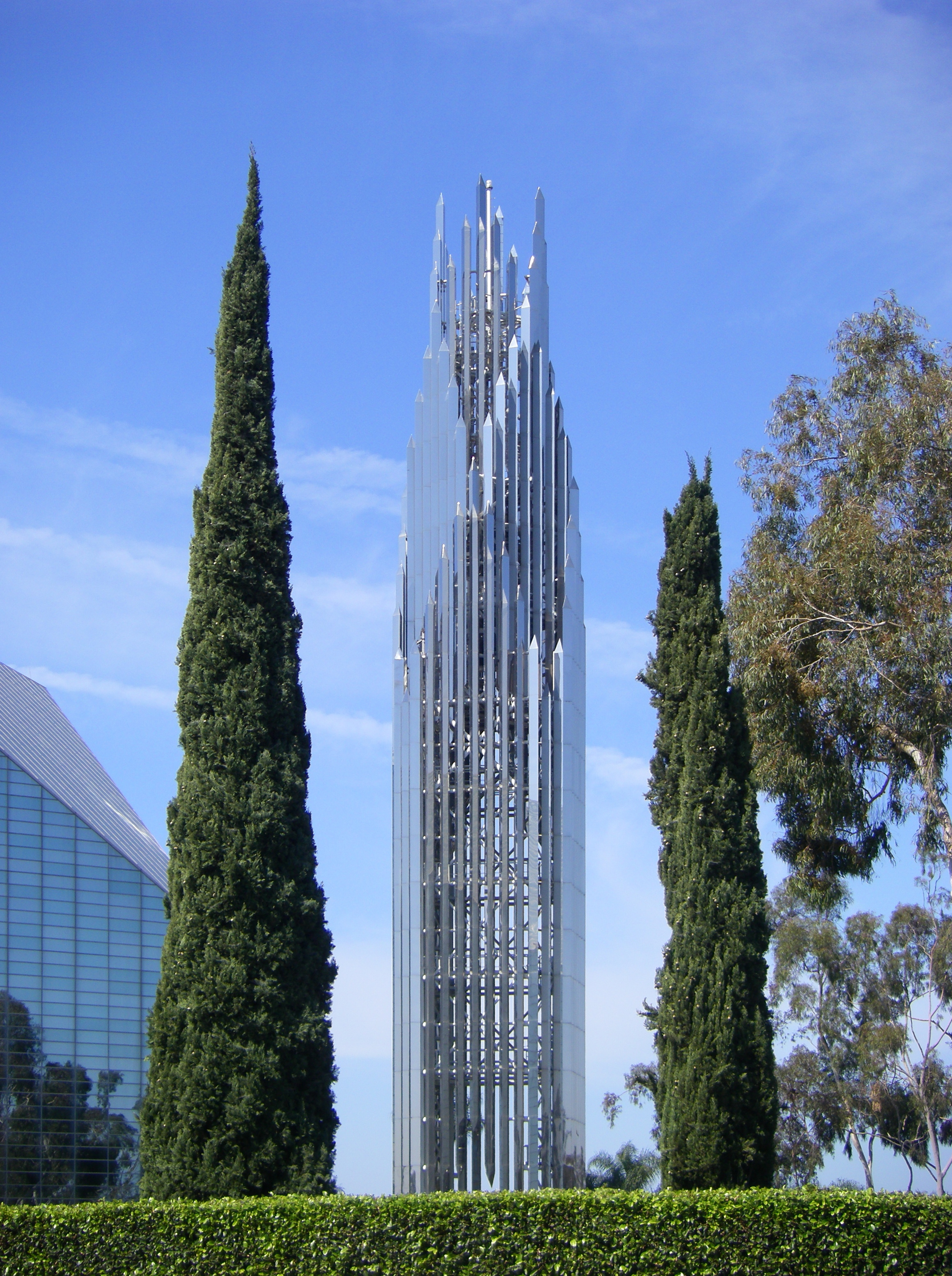

## پیوند بیه بیرون
- وبگاه رسمی